# グントラム (オペラ)
『グントラム』（原題（ドイツ語）：Guntram ）作品25は、リヒャルト・シュトラウスの最初のオペラ。友人のアレクサンダー・リッターに勧められ、自作の台本によって作曲した3幕のオペラで、音楽・台本ともリヒャルト・ワーグナーの影響が強く現れている。『グントラム』の音楽は後に交響詩『英雄の生涯』の「英雄の戦いと勝利」の後で引用された。しかしシュトラウスに台本を書く力はなく、1940年にスコアを改訂し、自分のガルミッシュの別荘にグントラムの墓を作って埋葬した。

## 初演
1894年5月10日、ヴァイマル宮廷劇場

## 楽器編成
フルート3（3番はピッコロ持ち替え)、オーボエ3（3番はイングリュッシュ・ホルン持ち替え）、クラリネット3（3番はバスクラリネット持ち替え）、ファゴット3、コントラファゴット、ホルン4、トランペット3、バストランペット、トロンボーン3、チューバ、ティンパニ2人、タンブリン、トライアングル、シンバル、大太鼓、中太鼓、リュート、ハープ2、弦5部（16, 16, 12, 10, 8）
バンダ：ホルン4、テノールホルン4、トランペット4、トロンボーン3、行進用太鼓4

## 演奏時間
カット無しで約2時間10分（各50分、40分、40分)

## 配役
- グントラム：ミンネゼンガー（騎士）（テノール）
- フライヒルト：ロベルト公爵夫人（ソプラノ）
- 老公爵：フライヒルトの父（バス）
- ロベルト公爵：フライヒルトの夫（バリトン）
- 公爵付の道化（テノール）
- 老人（テノール）
- 老婆（アルト）
- フリートホルトの愛の騎士（バリトン）
- 使者（バリトン）
- 第一の使者（バス）
- 第二の使者（バス）